# Caloptilia aurifasciata
Caloptilia aurifasciata är en fjärilsart som beskrevs av Tosio Kumata 1982. Caloptilia aurifasciata ingår i släktet Caloptilia och familjen styltmalar.
Artens utbredningsområde är:
- Hongkong (Kina).
- Thailand.

Inga underarter finns listade i Catalogue of Life.